# Шаболоне (Кјети)
Шаболоне (итал. Sciabolone) је насеље у Италији у округу Кјети, региону Абруцо.
Према процени из 2011. у насељу је живело 40 становника. Насеље се налази на надморској висини од 292 м.